# Веллингтон (вокзал)
Веллингто́н — вокзал в Новой Зеландии. Является южной конечной станцией железной дороги Норт Айленд Мейн Транк в Новой Зеландии. Принимая во внимание инфраструктуру и пассажиропоток, это достаточно оживленный железнодорожный вокзал в Новой Зеландии.

## История
Первое здание станции Веллингтон было построено ещё в 1874 году в составе первой железнодорожной линии в долине Хатт. Это здание вокзала сгорело в 1878 году и было реставрировано в 1880 году.
В 1937 году было завершено строительство новой станции (заменившей две бывших станции Ламбтон и Торндон). Большое здание вокзала было рассчитано на 675 сотрудников железных дорог. Конструкция здания обладает отличной сейсмостойкостью. Проект здания был разработан в Новой Зеландии.
Каркас здания имеет стальную раму, заключённую в железобетон, и стоит на группе железобетонных свай. Кирпич используется для облицовки, и имеет специальную конструкцию, с прорезями для размещения вертикальных стержней усиления кирпичной кладки и обязательными для него конструктивными элементами. Используется 1,75 млн. кирпичей и 1500 тонн декоративного гранита и мрамора.
4 декабря 2006 года на первом этаже открылся супермаркет. Это совпало со значительным обновлением интерьера и экстерьера станции.

## Пассажиропоток и инфраструктура

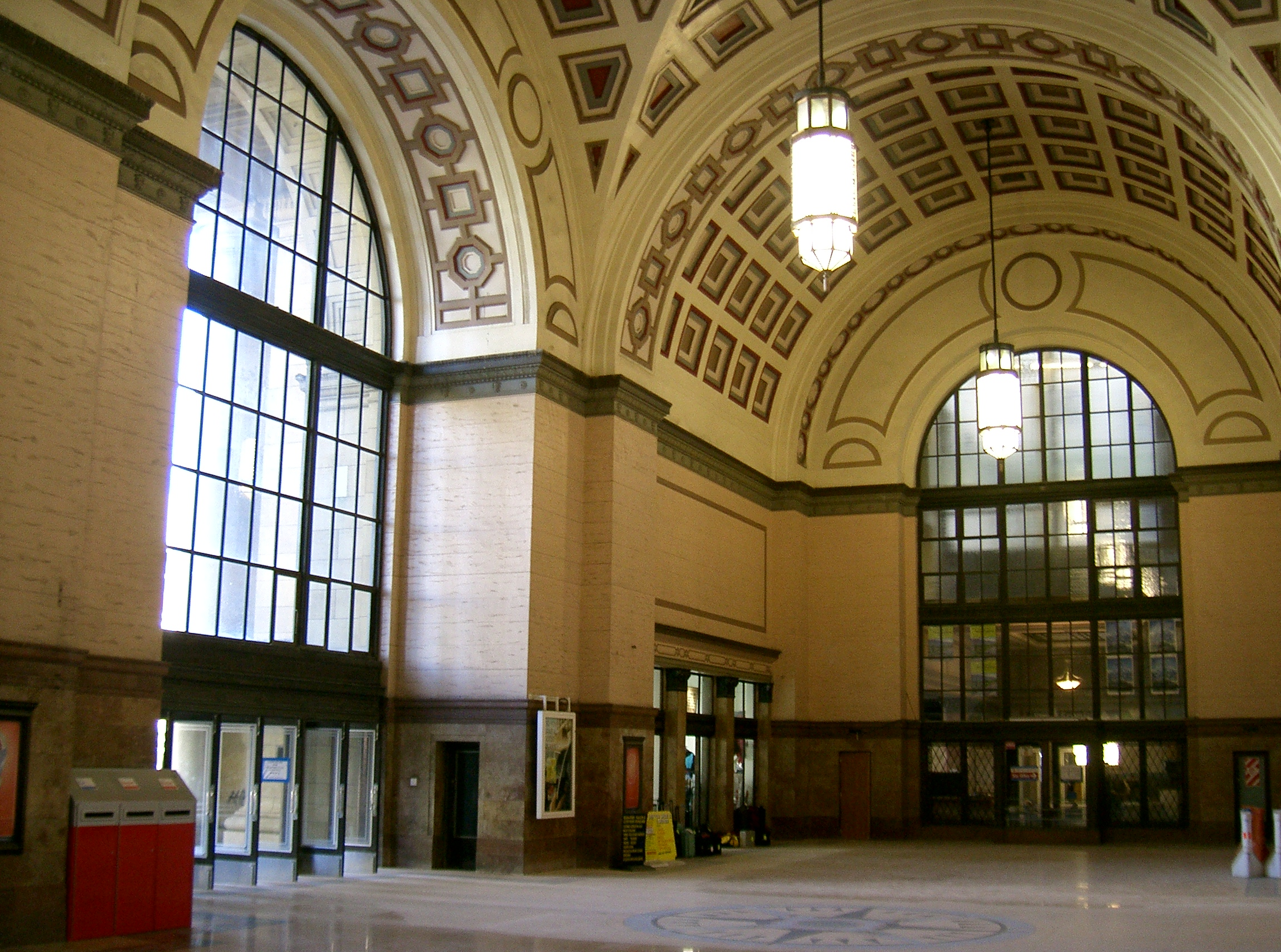
Интерьер вокзала

Станция справляется с крупным ежедневным потоком пассажиров. В первый год 7600 пассажиров совершали 15200 поездок на 140 поездах в сутки. Сегодня, 22000 пассажиров совершают 44000 поездок на 390 поездах, за исключением междугородного и международного сообщения.
Станция интегрирована с:
- Tranz Metro — пригородное сообщение Джонсонвилл, Хатт-Валли, Меллинг и Капити
- Tranz Metro — Wairarapa Connection в Мастертон
- Tranz Scenic — Capital Connection в Северный Пальмерстон
- Tranz Scenic — поезд дальнего следования Overlander в Окленд

## Автобус
У платформы №9 станции останавливаются множество различных автобусных маршрутов.

### Автобусный терминал
Около станции расположен автовокзал, ранее называвшийся «Lambton Interchange». Отсюда автобусы разъезжаются на большинство маршрутов Веллингтона и к вокзалу Веллингтона, а также к метро в Санкт-Фетерстон.
Некоторые автобусные маршруты следующие через вокзал:
1. Остров Бэй (Троллейбус)
2. Мирамар (Троллейбус)
3. Карори-Лиолл Бэй (Троллейбус)
4. Хатаитай (ООО; троллейбус)
5. Залив Лиолл (ООО; троллейбус)
6. Кингстон (Троллейбус)
7. Парк Кохай
8. Аро-стрит (Троллейбус)
9. Парк Ньютаун (Троллейбус)
10. Ситаун (Троллейбус)
11. Уилтон-Килберни
12. Victoria University
13. Райт-Хилл-Фогелтаун
14. Мэрейнджи-Саутгейт
15. Мирамар Хайтс через Эванс Бэй
16. Стратмор (синий маршрут)
17. Ситаун Экспресс
18. Мирамар Экспресс
19. Остров Бэй Экспресс
20. Хандалла - Стратмор
21. Хандалла - Стратмор
22. Хандалла через Нгейо
23. Бродмедоус
24. Чертон Парк
25. Гренада Виллидж
26. Ньюлендс
27. Вудридж (Общество с ограниченной услуги)
28. Джонсонвилл - Порируа (только услуги)
29. Уэйниомата
30. Истборн
31. Истборн по Нижний Хутт
32. Грейсфилд
33. Истборн Экспресс
34. Аэропорт